# Leo Wolfer
Leo Wolfer (* 1880; † 1942 in Salzburg) war Direktor der Landesheilanstalt Salzburg und Verantwortlicher für die T4-Aktion in der Landesheilanstalt Lehen.

## Leben
Leo Wolfer war ebenso wie sein Sohn Heinrich Wolfer für die Selektionen psychisch Kranker in der Salzburger Landesheilanstalt und den Abtransport in die NS-Tötungsanstalt Hartheim verantwortlich. Allerdings wollte er nicht, dass dies öffentlich würde und hatte deshalb das Klinikgelände jedes Mal verlassen, wenn die Busse der „Gemeinnützigen Krankentransport GmbH (Gekrat)“ zum Abtransport der Kranken eintrafen.
Über Direktor Wolfer gab der Leiter der Frauenabteilung, Hans Gföllner, nach Kriegsende zu Protokoll, dass er nicht unbedingt ein aktiver Betreiber der Vernichtungsaktion gewesen sei. „Er hatte lediglich nicht den Mut […] gegen vorgesetzte Stellen, namentlich Parteistellen, einen energischen ärztlichen Standpunkt einzunehmen, was er allerdings mindestens mit einer Pensionierung hätte quittieren müssen“.
Direktor Wolfer war sehr um die Geheimhaltung der Aktion bemüht. So drohte er wiederholt Untergebenen im Falle von Indiskretionen mit der Gestapo. Ähnlich verfuhr er mit aufgebrachten Angehörigen, die ihn wegen der unerwarteten Todesmeldungen zur Rede stellten. Unmittelbar nach den Transporten bat Wolfer den Reichsstatthalter um die unauffällige Weiterleitung der sich plötzlich häufenden Austrittsanzeigen, um allzu großes Aufsehen beim zuständigen Gericht zu vermeiden.
Leo Wolfer starb 1942 an den Folgen von Lungenkrebs.

## Gedenken an Opfer

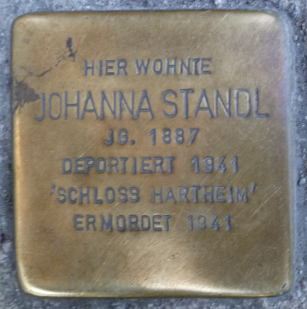
Stolperstein für Johanna Standl in Salzburg

In Salzburg ist in der Griesgasse 8 (Kindergarten Marianum) ein Stolperstein angebracht, mit dem an Johanna Standl gedacht wird. Sie kam als Patientin 1934 in die Salzburger Landesheilanstalt und wurde unter Direktor Leo Wolfer am 21. Mai 1941 nach Hartheim deportiert und dort vergast.